# Asterococcus atratus
Asterococcus atratus är en insektsart som beskrevs av Wang 1980. Asterococcus atratus ingår i släktet Asterococcus och familjen Cerococcidae. Inga underarter finns listade i Catalogue of Life.